# Años 210 a. C.
Los años 210 antes de Cristo transcurrieron entre los años 219 a. C. y 210 a. C.

## Acontecimientos
- 219 a. C.: comienza la segunda guerra púnica tras el ataque de Aníbal a Sagunto.
- 217 a 216 a. C.: se registran varios terremotos en Italia. En estos dos años el volcán Vesubio se mantiene en erupción.[1]
- 217 a. C. (en el mes de junio): unos 100 km al sur de Turín, en la Galia Cisalpina y Liguria (noroeste de Italia) sucede un terremoto.[2]
- 217 a. C. (21 de junio): a unos 70 km al oeste del lago Trasimeno (centro de Italia) a las 11:00 aprox. (hora local) sucede un terremoto de 6,5 grados en la escala sismológica de Richter. Sucedió durante la masacre del lago Trasimeno, en que el general cartaginés Aníbal aniquiló al ejército romano. El historiador Tito Livio (en Ab urbe condita, 22.5) declaró: «Con una conmoción horrible, [el sismo] niveló montañas, modificó el curso de ríos, y derrumbó grandes zonas de muchas de las ciudades de Italia».[2]
- 217 a 215 a. C.: los romanos controlan el norte del Ebro.[3]
- 213 a 212 a. C.: los romanos reconquistan Sagunto.